# Hajo Andrianainarivelo
Dans le nom malgache Andrianainarivelo Hajo, le nom de famille précède le prénom, mais cet article utilise l’ordre habituel en français Hajo Andrianainarivelo, où le prénom précède le nom.
Hajo Andrianainarivelo (/had͡zʷ and͡ʒianʲaʲnarivelʷ/), né le 22 avril 1967 à Antananarivo, est un administrateur d’entreprises et un homme politique malgache.

## Biographie

### Origine
Hajo Andrianainarivelo est issu d’une famille de l’ethnie Merina impliqué en politique. Son père Beloha Andrianainarivelo a aussi été maire de la commune rurale d’Ankadinandriana, dans la région d'Analamanga, à une trentaine de kilomètres de la capitale Antananarivo.

### Administrateur d’entreprises
En 1995, de retour à Madagascar, après des études supérieures en France, Hajo Andrianainarivelo intègre la société TIKO en tant que directeur de production. Il démissionne une année plus tard[réf. nécessaire].
Il travaille ensuite en tant que directeur d’exploitation au sein de la société Les Pêcheries du Melaky et du Menabe qui initie à cette époque la construction  d’usines aux normes CE de traitement de crevettes à Maintirano et Morondava[réf. nécessaire].
De 2003 à 2008, Hajo Andrianainarivelo occupe le poste de directeur technique à LIHA BTP, une entreprise investie dans les travaux publics et le bâtiment[réf. nécessaire].
En 2013, il crée la SMPC (Société Malgache de Presse et Communication) de laquelle relève Kolo TV/FM[réf. nécessaire].

### Carrière politique

#### Débuts en politique
Hajo Andrianainarivelo commence sa carrière politique en prenant la succession de son père et devient maire d’Ankadinandriana le 5 novembre 1995. En 2005, il devient président de l’association Hetsik’Avaradrano, fédérant les natifs des zones rurales de l’Avaradrano, dans la région Analamanga. Durant son deuxième mandat, l’association réussit à placer sept maires sur douze lors des élections communales et obtient deux sièges de conseillers régionaux sur quatre au cours des élections régionales.
À la tête de la commune d’Ankadinandriana, Hajo Andrianainarivelo y engage en partenariat avec la FES (Friedrich-Ebert-Stiftung) le premier Plan Communal de Développement (PCD), un plan qui va servir de modèle à plusieurs communes du pays.[réf. nécessaire]
Son troisième mandat  de maire en cours depuis le 19 décembre 2007 est interrompu par son implication en février 2009 dans les manifestations organisées par le maire d’Antananarivo de l’époque Andry Rajoelina contre le président Marc Ravalomanana.

#### Coup d'état de 2009 et ascension
En 2009, lors de la crise politique de 2009, il se range aux côtés du maire d’Antananarivo Andry Rajoelina contre le président Marc Ravalomanana. Ce dernier est finalement renversé et Andry Rajoelina prends le pouvoir, cette prise de pouvoir est considérée par plusieurs observateurs internationaux comme antidémocratique, anticonstitutionnel et le qualifiant de coup d'état,,.
De 2009 à 2014, il occupe plusieurs postes de ministres dont celui de l’Aménagement du Territoire et de la Décentralisation (de 2009 à 2013). En 2010, il se trouve sur la liste des personnes sanctionnées par l'Union africaine pour sa participation à la prise de pouvoir non-constitutionnel de 2009.
Il démissionne le 27 mai 2013 conformément aux dispositions prévues pour les candidats à la présidentielle du 24 juillet 2013. Il a été le premier candidat à déposer sa candidature pour l’élection présidentielle de 2013 où il arrive 3e avec 10,51 % des voix au premier tour. Battu, il décide de soutenir Jean-Louis Robinson.
Il crée le parti politique Malagasy Miara Miainga (MMM), son parti arrive 3e et obtient 14 sièges sur 151 à l'Assemblée nationale lors des élections législatives du 2013. Les députés élus sous la bannière MMM se constituent en groupe parlementaire, le VPM/MMM. Il fait partie de l'opposition pendant la présidence d'Hery Rajaonarimampianina.

#### 2018-2023: Rapprochement et rupture avec le pouvoir
Lors des présidentielles de 2018, il décide de soutenir Andry Rajoelina et son parti rejoint la coalition présidentielle : l'Alliance Républicaine de Madagascar (ARMADA).
Après la victoire d'Andry Rajoelina, il est nommé ministre de l'Aménagement du Territoire, de l'Habitat et des Travaux Publics sous le gouvernement de Christian Ntsay de 2019 à 2022. En mars 2022, critiquant le bilan du premier ministre, il ne participe pas au quatrième gouvernement de Christian Ntsay.
Il se déclare candidat à l'élection présidentielle de 2023, rejoint le collectif des candidats opposants à Andry Rajoelina (le "Collectif des onze", aux côtés de Marc Ravalomanana et de Hery Rajaonarimampianina), et se montre très critique envers son ancien allié, en particulier après la découverte de la naturalisation française de ce dernier,. Avec le "Collectif des onze", il appelle au boycott de la campagne pour contester les irrégularités du processus électoral.